# Jakob Ammann
Jakob Ammann – szwajcarski biskup mennonicki, który w 1693 wraz ze swoimi zwolennikami zerwał ze społecznością mennonicką. Od jego nazwiska członków nowej wspólnoty zaczęto nazywać amiszami. Dziś większość jego wyznawców żyje w Stanach Zjednoczonych (największe zwarte ich skupisko znajduje się w hrabstwie Lancaster stanu Pensylwania).

## Życiorys

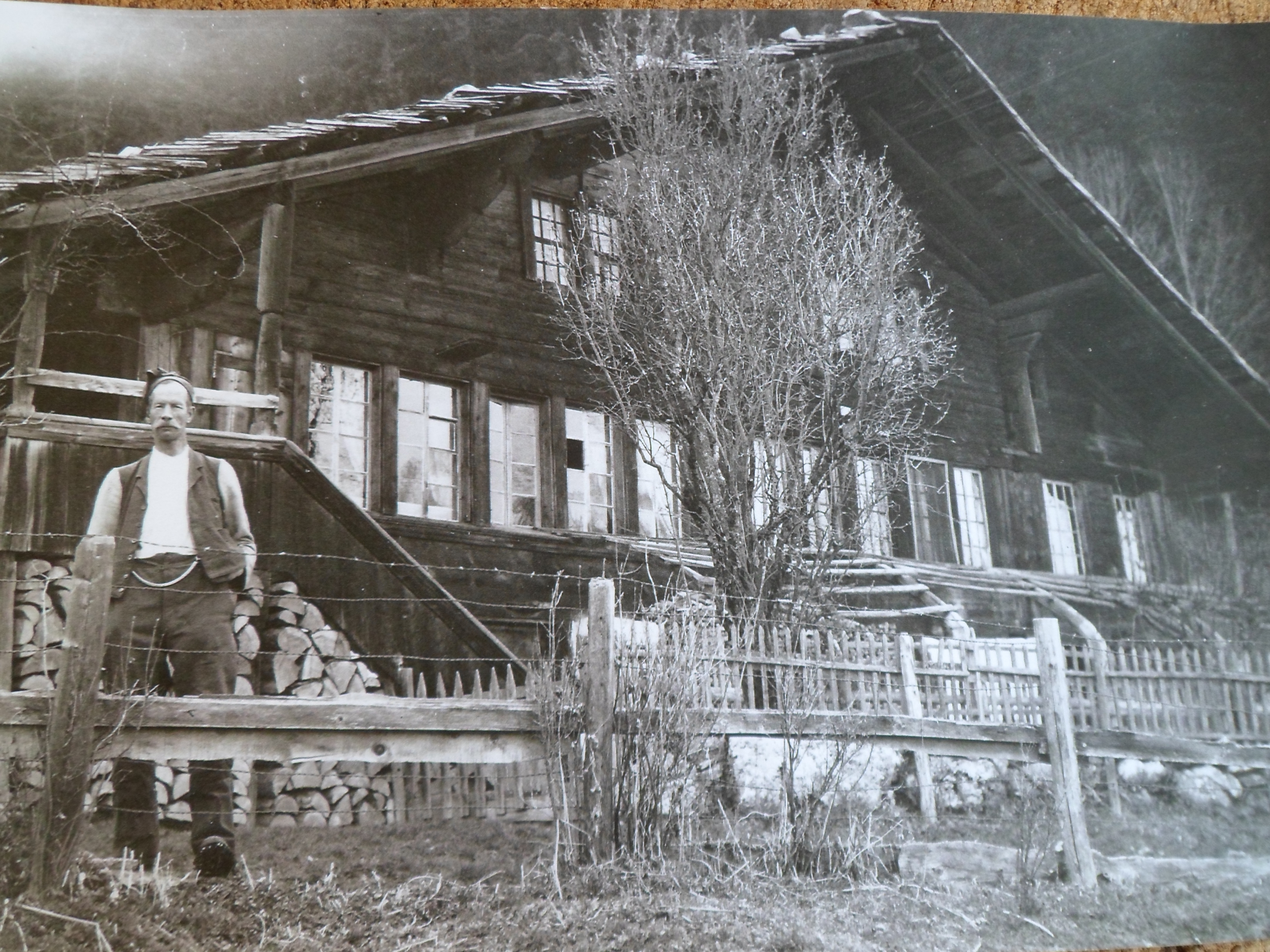
Wykonane w 1900 zdjęcie XVII-wiecznego domu w Thal Erlenbach, w którym żył Ammann. Budynek rozebrano w 1955 roku.

Pochodzenie Ammanna jest niepewne. Według niektórych badaczy urodził się około 12 lutego 1644 w rodzinie Michaela i Anny Rupp Ammann w Erlenbach im Simmental w Szwajcarii, jednak przeczyłoby temu określanie go przez Hansa Reista w 1693 jako młodego współbrata. Według alternatywnej hipotezy mógł urodzić się 19 lutego 1656 w rodzinie Jakoba i Kathariny Leuenberger Ammann w Madiswil w tym samym regionie Szwajcarii. O dziecku tym – ochrzczonym jeszcze przed osiągnięciem pełnoletniości – wiadomo, że było bardzo religijne i zdolne.
Wraz z innymi anabaptystami wyemigrował z kantonu berneńskiego do Alzacji. W 1696 zamieszkał w Sainte-Marie-aux-Mines w Górnej Alzacji. 27 lutego tego roku w imieniu swych braci podpisał petycję przeciwko przymusowej służbie wojskowej. Prawdopodobnie przez całe życie przewodził swojej wspólnocie.
W 1693 Jakob, wystąpiwszy przeciw innym liderom szwajcarskich mennonitów (Hansowi Reistowi i Benediktowi Schneiderowi), odszedł z alzackiego związku menonickiego, oskarżając go o brak dyscypliny moralnej. Ammann domagał się żelaznego przestrzegania nakazu odrzucenia (meidung) ochrzczonych odstępców ze wspólnoty.
Jego przekonania pozostawały pod znacznym wpływem praktyk mennonitów niderlandzkich – na przykład wprowadził niepraktykowane przez swych szwajcarskich współbraci mycie nóg przed przystąpieniem do komunii. Zwiększył także częstotliwość przystępowania do komunii do dwóch rocznie.
Później zaczął żałować swego kroku i czynił starania o powrót swej wspólnoty na łono kościoła menonickiego. Zaoferował nawet, że on sam podda się wykluczeniu, jeśli tylko pozostali członkowie gminy zostaną przyjęci. Jednak ze względu na żelazne przestrzeganie meidung jego wspólnota nigdy nie powróciła do szwajcarskich mennonitów.
Zmarł między 1708 a 1730 – metryka chrztu jego córki z 1730 w Erlenbach mówi, że zmarł krótko przedtem.
Po śmierci Ammanna i emigracji (od lat 20. XVIII wieku) części członków wspólnoty do Pensylwanii, gdzie William Penn prowadził tak zwany święty eksperyment religijnej tolerancji, większość amiszów pozostałych w Europie połączyła się z kościołem menonickim. W chwili obecnej w Europie nie istnieje żadna wspólnota amiszów. Podejmowane były jednak w latach 90. XX wieku próby osadnictwa w Polsce. Jedna rodzina tego wyznania, która przybyła ze Stanów Zjednoczonych Ameryki w 1993 i stanowi pozostałość tej misji, zamieszkała w miejscowości Cięciwa.